# Jāzeps Rancāns
Jāzeps Rancāns (ur. 25 października 1886 w Nautreni w Łatgalii, zm. 2 grudnia 1969 w Grand Rapids, Michigan) – łotewski duchowny rzymskokatolicki, biskup pomocniczy Rygi w latach 1923–1969, polityk, działacz emigracyjny społeczności łotewskiej w Sztokholmie.

## Życiorys
W 1905 roku ukończył gimnazjum w Kronsztadzie, po czym studiował na seminarium duchownym w Petersburgu. W 1912 roku był już absolwentem Akademii Duchownej.
W 1911 roku wyświęcony na księdza katolickiego, był kapelanem katolickim w armii rosyjskiej. Uczył języka łotewskiego w Seminarium Duchownym w Petersburgu.
Podczas I wojny światowej służył jako kapelan katolicki w armii rosyjskiej. W 1917 roku wziął udział w zjeździe w Rzeżycy, który opowiedział się za zjednoczeniem wszystkich ziem łotewskich.
W latach 1918–1920 był członkiem Łotewskiej Rady Narodowej, później posłował do kolejnych Sejmów (I, II, III i IV kadencji, 1922–1934), był wicemarszałkiem izby.
Sprawował funkcję przedstawiciela dyplomatycznego Łotwy przy Watykanie (1919–1925), w tym czasie zawarto konkordat.
Od 1923 biskup pomocniczy Rygi (i tym samym biskupem tytularnym Marcopolis).
W czasie II wojny światowej zaangażował się w działalność Łotewskiej Rady Centralnej, która próbowała dokonać wskrzeszenia niepodległego państwa łotewskiego.
Po 1945 roku, na emigracji. W latach 1945–1969 pełnił urząd Premiera Łotwy (z kompetencjami Prezydenta).